# Kolisch-Quartett
Das Kolisch-Quartett war ein von Rudolf Kolisch 1921 in Wien gegründetes Streichquartett, das durch seine besonderen Verdienste um die Aufführung und Propagierung Neuer Musik zu den zentralen Ensembles des 20. Jahrhunderts gehört. Es zerfiel nach der Emigration in den USA 1944.

## Geschichte
Das Kolisch-Quartett entstand im Kontext von Arnold Schönbergs Verein für musikalische Privataufführungen Anfang der 1920er Jahre in Wien. Zunächst in kurzzeitig wechselnder Besetzung und von Bestandsunterbrechungen begleitet, konstituierte es sich im Herbst 1924 als Wiener Streichquartett. Ab der Neuformierung im Jahr 1927 trug es offiziell den Namen Kolisch-Quartett.
Das Ensemble widmete sich hauptsächlich der Pflege Neuer Musik und wurde nach mehreren Tourneen bald international bekannt. Es brachte zahlreiche Werke von Komponisten der Zweiten Wiener Schule (Arnold Schönberg, Alban Berg, Anton von Webern) und aus deren Umfeld zu Ur- oder Erstaufführungen. Oft wurden die Interpretationen in enger Kooperation mit den Komponisten erarbeitet, was ihnen besondere interpretationsgeschichtliche Bedeutung verlieh. Dies galt vor allem für Werke Schönbergs, der als Spiritus rector auch darüber hinaus großen Einfluss auf Rudolf Kolisch und sein Quartett hatte.
Radikal an werktreuer Wiedergabe orientiert, bemühte sich das Ensemble jeweils um analytische Durchdringung der Komposition und zugrunde gelegter Überlegungen. Die möglichst intensive Probenarbeit war auf die Beherrschung der Partitur (nicht nur der eigenen Stimme) ausgerichtet und das Quartett spielte ein großes Repertoire (zwecks gegenseitiger Abstimmung über Blickkontakt) auswendig. Ziel war nicht eine „wirkungsvolle“, sondern eine „richtige“ (authentische) Interpretation des musikalischen Textes.
Mangelnde Nachfrage nach zeitgenössischer Musik infolge der zunehmend konservativen Kulturpolitik im politisch veränderten Europa veranlasste das Quartett, Anfang der 1930er Jahre mehr klassische Werke (vor allem Spätwerke Beethovens) in seine Programme aufzunehmen. Die eingeschränkten Konzertmöglichkeiten infolge der Wirtschaftskrise trugen dazu bei, dass die Musiker auch Engagements in Übersee suchten. Erst ab 1935 kamen verschiedene Tourneen in die USA, nach Kanada und Südamerika zustande. Als Rudolf Kolisch, der 1929 von Wien nach Berlin übersiedelt war, Ende 1936 seinen Wohnsitz in die USA verlegte, bildete Amerika forthin den Schwerpunkt der Konzert-Tätigkeit für das Ensemble. Doch gehörten Konzertreisen durch Europa weiterhin zum fixen Programm und zum Zeitpunkt des „Anschlusses“ Österreichs befanden sich die Musiker gerade in Amsterdam.
Nach der definitiven Emigration in die USA sah sich das Quartett harter Konkurrenz ausgesetzt, nicht zuletzt durch andere vor den Nationalsozialisten aus Europa geflüchtete Ensembles. Ohne Nebeneinnahmen über Orchester-Engagements oder Lehrstellen der Mitglieder war der Weiterbestand des Kolisch-Quartetts auf Dauer nicht mehr möglich. Nach dem Ausscheiden langjähriger Mitglieder (1939) gelang es zwar Rudolf Kolisch einige Zeit, immer wieder ein Quartett zu präsentieren, zuletzt aber nur mehr mit in immer kürzeren Abständen wechselnder Besetzung. Das letzte Konzert eines Kolisch-Quartetts fand schließlich im Mai 1944 in New York statt.

## Mitglieder
- Violine: Rudolf Kolisch (1921–1944)
- Violine: Jaromir Czerny (1921–1922), Gustav Kinzel (1922), Oskar Fitz (1922–1923), Fritz Rothschild (1924–1927), Felix Khuner (1927–1941), Daniel Guilevitch (1941–1943), Lorna Freedman (1943–1944)
- Viola: Othmar Steinbauer (1921–1922), Herbert Duesberg (1922–1923), Marcel Dick (1924–1927), Eugen Lehner (1927–1939), Jascha Veissi (1939–1941), Kurt Frederick (1941–1942), Ralph Hersh (1942–1943), Bernhard Milofsky (1943–1944)
- Violoncello: Erik Skeel-Görling (1921–1922), Wilhelm Winkler (1922–1923), Joachim Stutschewsky (1924–1927), Benar Heifetz (1927–1939), Stefan Auber (1939–1941), Fritz Magg (1942–1943), Janos Scholz (1943–1944), Stefan Auber (1944)